# Sữa hữu cơ

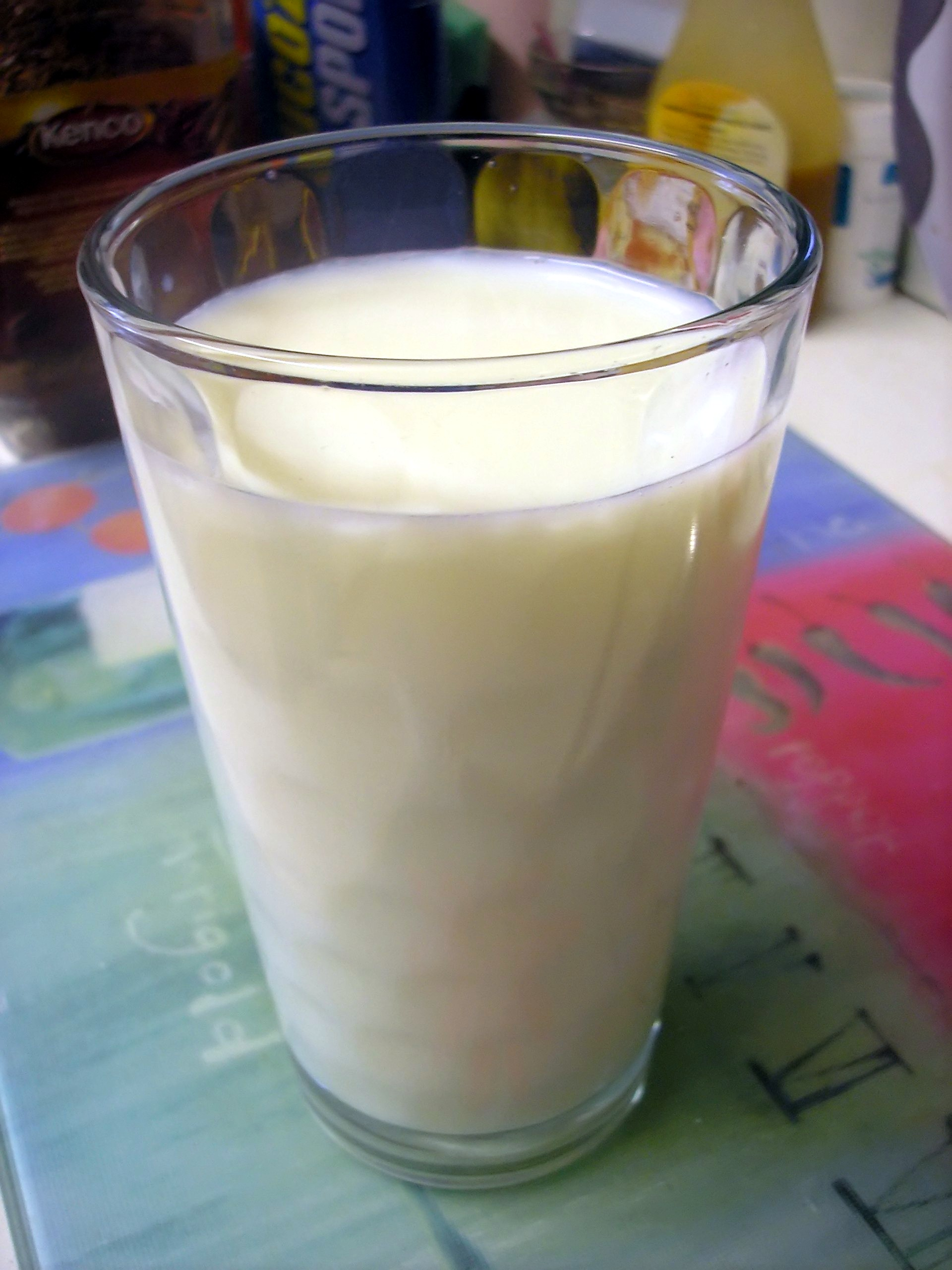
Một ly cối sữa hữu cơ

Sữa hữu cơ (Organic milk) là thuật ngữ dùng để chỉ một số sản phẩm sữa được chăn nuôi gia súc lấy sữa theo phương pháp nông nghiệp hữu cơ. Về mặt tổng quát pháp lý, việc sử dụng thuật ngữ "hữu cơ" hoặc tương đương như "sinh học" hoặc "sinh thái" trên bất kỳ sản phẩm nào đều do cơ quan quản lý thực phẩm quy định. Nhìn chung, các quy định này quy định rằng vật nuôi phải được phép chăn thả, được cho ăn thức ăn gia súc hoặc thức ăn hỗn hợp được chứng nhận hữu cơ, không được điều trị bằng hầu hết các loại thuốc (bao gồm hormone tăng trưởng bò) và nói chung phải được đối xử nhân đạo với động vật. Có nhiều trở ngại trong việc đưa ra kết luận chắc chắn về lợi ích về an toàn thực phẩm hoặc an toàn về sức khỏe có thể có được từ việc tiêu thụ sữa hữu cơ hoặc sữa thông thường, bao gồm cả việc thiếu các nghiên cứu lâm sàng dài hạn.

## Tổng quát
Các nghiên cứu hiện có đã đưa ra những kết luận trái ngược nhau về sự khác biệt tuyệt đối về hàm lượng chất dinh dưỡng giữa sữa hữu cơ và sữa được sản xuất thông thường, chẳng hạn như hàm lượng protein hoặc axit béo. Sức thuyết phục của bằng chứng sẵn có không ủng hộ quan điểm rằng có bất kỳ ý nghĩa lâm sàng liên quan nào giữa sữa hữu cơ và sữa được sản xuất thông thường, về mặt dinh dưỡng hoặc độ an toàn. Về hương vị thì có một đánh giá lưu ý rằng một số người tiêu dùng thích hương vị của sữa hữu cơ, trong khi những người khác thì không, và cho rằng lượng xử lý nhiệt có thể là một yếu tố quan trọng trong việc xác định hương vị của sữa. Một số phương pháp xử lý nhất định, chẳng hạn như xử lý siêu nhiệt được các nhà sản xuất sữa sử dụng, có thể mang lại cho sản phẩm sữa này hương hạt dẻ nhè nhẹ. Nhìn chung, kết quả thử nghiệm hương vị là "không rõ ràng" về việc sữa hữu cơ hay sữa thông thường được ưa chuộng hơn.
Đối với kiến thức khoa học về lợi ích sức khỏe và an toàn từ chế độ ăn thực phẩm hữu cơ, một số yếu tố hạn chế khả năng khi nói rằng chế độ ăn như vậy có lợi hoặc có hại cho sức khỏe. Phân tích tổng hợp năm 2012 lưu ý rằng "chưa có nghiên cứu dài hạn nào về kết quả sức khỏe của người dân chủ yếu tiêu thụ thực phẩm hữu cơ so với thực phẩm được sản xuất thông thường để kiểm soát các yếu tố kinh tế xã hội; những nghiên cứu như vậy sẽ rất tốn kém khi thực hiện". Một phân tích tổng hợp năm 2009 đã lưu ý rằng có rất ít nghiên cứu xem xét kết quả trực tiếp về sức khỏe con người. Những khó khăn trong việc đo lường chính xác và có ý nghĩa sự khác biệt về mặt hóa học giữa sữa hữu cơ và sữa thông thường khiến việc ngoại suy các khuyến nghị về sức khỏe chỉ dựa trên phân tích hóa học trở nên khó khăn. Các tác giả của phân tích tổng hợp năm 2012 cuối cùng đã kết luận rằng đánh giá "đã xác định được bằng chứng hạn chế về tính ưu việt của thực phẩm hữu cơ. Bằng chứng không cho thấy lợi ích sức khỏe rõ rệt từ việc tiêu thụ thực phẩm hữu cơ so với thực phẩm thông thường".